# Миллер, Мэтью
Мэтью Алан Миллер (родился в 1973 или 1974 году) — американский государственный служащий, в настоящее время занимающий должность пресс-секретаря Государственного департамента США, должность, которую он занимал с 24 апреля 2023 года по 20 января 2025 года. Являясь давним специалистом по связям с общественностью Демократической партии, он ранее работал в администрации Обамы и участвовал в нескольких президентских кампаниях Демократической партии.

## Биография
Миллер родился в 1973 или 1974 году. Мать — аналитик по управлению в Министерстве сельского хозяйства США,  отец - пастор.  С отличием окончил Техасский университет в Остине .

## Карьера
Миллер работал с сенатором США от Демократической партии Робертом Менендесом, а также участвовал в президентских кампаниях Керри 2004 года и Обамы 2012 года.
Во время администрации Обамы Миллер возглавлял Управление по связям с общественностью Министерства юстиции и был пресс-секретарем Генерального прокурора США Эрика Холдера.
После президентских выборов в США 2020 года Миллер участвовал в президентской кампании Байдена.
В первые дни администрации Байдена он проявил усилия по утверждению кандидатуры Энтони Блинкена на пост государственного секретаря США. В 2022 году он координировал коммуникационные усилия Совета национальной безопасности США относительно вторжения России в Украину.
Затем Миллер работал в компании Vianovo, занимающейся менеджментом и коммуникациями, а также выступал в качестве аналитика на MSNBC.
11 апреля 2023 года Миллер был назначен спикером Государственного департамента США, сменив на этом посту Неда Прайса. Он приступил к исполнению обязанностей в этой новой должности 24 апреля 2023 года.
Миллер отвечал за информирование о позициях Госдепартамента по вопросам государственной политики во время войны Израиля и ХАМАС. На пресс-конференции по этому вопросу, после того как он заявил, что США «не диктуют ни одной стране, что она должна делать», журналист вмешался: «Если только вы не вторгнетесь в них!» Смех Миллера побудил Al Jazeera опубликовать следующий заголовок: «Официальный представитель США смеется над вопросом о вторжении в другие страны». Отвечая на вопросы, касающиеся числа погибших в Газе, Миллера обвинили в неоднократной «ухмылке».
Миллер назвал резолюцию 2728 Совета Безопасности ООН «необязательной», хотя и заявил, что она должна быть выполнена .  После того как Специальный докладчик по оккупированным палестинским территориям Франческа Альбанезе представила доклад, в котором пришел к выводу, что нападение Израиля на Газу достигло порога геноцида, Миллер заявил, что США «в течение длительного периода времени выступали против мандата Албанезе» и утверждал, что у Албанезе была «история антисемитских высказываний».

## Личная жизнь
Миллер женился во второй раз в 2010 году. Его первый брак закончился разводом.